# Le Dimanche de la vie
Pour les articles homonymes, voir Le Dimanche de la vie (film).
Le Dimanche de la vie est un roman de Raymond Queneau publié en 1952 aux éditions Gallimard. 
Il a été adapté au cinéma dans un film homonyme par Jean Herman en 1967 avec Danielle Darrieux dans le rôle de Julia.

## Résumé
L'exergue du livre en explique le titre. Elle cite Georg Hegel, à propos de la peinture hollandaise et de ses  et de ses scènes de « naïve gaieté et de joie spontanée » : 

« …c’est le dimanche de la vie, qui nivelle tout et éloigne tout ce qui est mauvais ; des hommes doués d’une aussi bonne humeur ne peuvent être foncièrement mauvais ou vils. »

Julia, commerçante bordelaise dans les années trente, décide un beau jour d'épouser le soldat Valentin Brû, de 20 à 25 ans plus jeune qu'elle, qui passe chaque jour au coin de la rue Jules Ferry : « Julia se tourna vers sa sœur : — Ce sera lui et pas un autre. » Chantal, sa sœur, et Paul, son beau-frère, fonctionnaire, attendaient pourtant que Julia se fatigue de sa boutique, pour y placer leur fille. Cette convoitise par procuration n'empêche pas une entente cordiale dans la famille. D'ailleurs, en essayant de tout faire pour que Valentin Brû ne rencontre pas Julia, Chantal et le sergent Bourrelier (le chef de Valentin), favorisent grandement ce mariage : leurs préventions finissent par attiser le désir de Valentin ! Cette cupidité et la misogynie de Paul n'empêchent pas que Julia, fine mouche, aime à bavarder avec son beau frère, bien qu'il n'ait pas inventé l'eau chaude.
Valentin est adopté par sa belle-mère, qui lui laisse sa boutique parisienne d'encadrement. Au fil du temps, Valentin devient un excellent commerçant et renouvelle l'esprit de la boutique. Julia s'initie secrètement à l'activité de medium et devient Madame Saphir et en fait métier. Julia ferait un personnage en tout point charmant si elle n'était pas pingre et méprisante envers les employées subalternes. Paul et Chantal se lient d'amitié, non sans quelques écarts à ce que cette amitié suppose, avec le couple dont le roman retrace la trajectoire.
Enfin, la guerre rattrape Valentin, qui l'attendait et fait figure de prophète puisqu'il est le seul à y croire. Elle vient chambouler les bricolages du quotidien qui permettaient aux quatre protagonistes de vivre au gré de leurs désirs avec leurs semblables. Elle vient menacer même l'existence des hommes, faisant peser le suspense sur la fin du roman. Sans dévoiler le ressort de l'intrigue notons qu'à la fin, la jalousie de Julia s'efface et c'est beau.

## Personnages
- Julia Ségovie puis Brû : mercière de Bordeaux, épouse de Valentin
- Valentin Brû : soldat de deuxième classe puis vendeur de cadres à Paris
- Chantal : sœur aînée de Julia
- Paul Botugat/Bolucra/Brélugat/etc. : époux de Chantal
- Didine : serveuse à Bordeaux et amie de Valentin
- Nanette : mère de Julia et Chantal
- Bourrelier : sergent et ami de Valentin